# Rašid Gallakberov
Rašid Rachmatullovič Gallakberov, uváděný i jako Gallagberov (rusky Рашид Рахматуллович Галлакберов, příp. Галлагберов; * 12. dubna 1966 Moskva), je bývalý sovětský a ruský fotbalový záložník.

## Fotbalová kariéra
Už v osmnácti letech nastupoval pravidelně za Lokomotiv Moskva ve druhé nejvyšší soutěži SSSR. Během vojny byl hráčem FŠM-Torpedo Moskva, poté se do Lokomotivu vrátil. Zde hrál až do roku 1991, kdy přestoupil do Asmaralu Moskva.
Od jara 1992 nastupoval za Tatran Prešov v československé nejvyšší soutěži, na podzim 1993 pak už ve slovenské lize.
Ve středu 13. května 1992 nastoupil v dolnokubínském finále slovenského poháru proti Lokomotívě Košice, které Tatran vyhrál 2:0. Hrál i ve finále československého poháru v neděli 7. června 1992 v Trebišově, prešovští je se Spartou prohráli těsně 1:2.
Po podzimu 1993 se vrátil do Ruska, kde nastupoval v nižších soutěžích až do roku 1999, kdy ukončil aktivní kariéru.

## Ligová bilance
| Ročník                                   | Zápasy | Góly | Minuty | Klub             |
| ---------------------------------------- | ------ | ---- | ------ | ---------------- |
| Sovětská fotbalová Vysšaja liga 1988     | 28     | 2    | –      | Lokomotiv Moskva |
| Sovětská fotbalová Vysšaja liga 1989     | 27     | 0    | –      | Lokomotiv Moskva |
| Sovětská fotbalová Vysšaja liga 1991     | 7      | 0    | –      | Lokomotiv Moskva |
| 1. československá fotbalová liga 1991/92 | 11     | 2    | –      | Tatran Prešov    |
| 1. československá fotbalová liga 1992/93 | 21     | 1    | –      | Tatran Prešov    |
| 1. slovenská fotbalová liga 1993/94      | 11     | 2    | –      | Tatran Prešov    |
| CELKEM 1. ČESKOSLOVENSKÁ LIGA            | 32     | 3    | –      |                  |
| CELKEM 1. LIGA SSSR                      | 62     | 2    | –      |                  |
| CELKEM 1. SLOVENSKÁ LIGA                 | 11     | 2    | –      |                  |